# محمد شلي
محمد شلي هي قرية في مقاطعة خوي، إيران. عدد سكان هذه القرية هو 31 في سنة 2006.